# Ferruccio di Besançon
Ferruccio di Besançon, Ferjeux in francese (II secolo – Besançon, 212), fu, secondo la tradizione risalente a san Gregorio di Tours, prete e martire cristiano.
Egli è considerato il fondatore della Chiesa di Besançon ed il primo evangelizzatore della Franca Contea insieme al fratello diacono san Ferreolo.
Entrambi sono celebrati il 16 giugno.

## Biografia
Verso la fine del II secolo, secondo la tradizione, il vescovo di Lione sant'Ireneo, discepolo di san Policarpo di Smirne, a sua volta discepolo di san Giovanni Evangelista, inviò due preti evangelizzatori, san Ferruccio e suo fratello san Ferreolo, entrambi originari di Atene in Grecia, a fondare la Chiesa cattolica di Vesontio (cioè la Besançon in lingua latina) e ad evangelizzare la Sequania gallo-romana (cioè l'attuale Franca-Contea).
Essi si stabilirono in una grotta presso un villaggio che prese il nome di Saint-Ferjeux e che oggi è un quartiere di Besançon, da dove iniziarono la loro opera. La chiesa di San Ferruccio fu costruita fra il 1890 e il 1900 sulla grotta scelta dai due evangelizzatori ed oggi costituisce la cripta della chiesa.
Entrambi furono martirizzati il 10 giugno 212 per ordine del governatore Claudio Romano, che li fece decapitare vedendo nella loro attività un pericolo per l'ordine pubblico. Essi divennero così i santi patroni di Besançon.

## Critica storiografica
Tuttavia la storicità di questo martirio è oggi criticata poiché, secondo Yves Jeannin, si tratterebbe di un'invenzione del vescovo Amanzio e dei suoi collaboratori verso il 500 per venire incontro alle aspirazioni popolari di allora. 
In effetti nel XX secolo le ricerche filologiche, archeologiche e storiche hanno rimesso radicalmente in causa la veridicità della loro esistenza.
Le origini del cristianesimo a Besançon sono oscure e i più antichi racconti su Ferreolo e Ferruccio (Ferjeux) porterebbero a gravi inverosimiglianze, in particolare laddove viene situato il loro martirio sotto Aureliano, il che sarebbe inverosimile per i presunti discepoli di Ireneo, morto nel 202. Il primo vescovo riconosciuto di Besançon sembra essere Pancario nel 346 ed il secondo Celidonio nel 444. Nel VI secolo l'elenco episcopale si completa con Amanzio tra il 487 e il 515, Claudio verso il 517, Urbico nel 549 e Tetradio negli anni 550-560, poi Silvestro negli anni 580, il cui epitaffio è ancora visibile nella cripta della chiesa di Saint-Ferjeux.
A quella data, come testimonia Gregorio di Tours, la tradizione dei martiri Ferreolo e Ferruccio era ben viva e fondata e la loro tomba passava per fonte di miracoli. La passione di Ferreolo e Ferruccio imitata da quella di san Benigno di Digione dovrebbe datare intorno all'anno 500. Essa stessa in effetti ricalca quella perduta dei martiri di Valence, Felice, Fortunato ed Achille, che passavano, come Ferreolo e Ferruccio, per discepoli d'Ireneo.
La passione di Ferreolo e di Ferruccio contiene tuttavia riferimenti puramente locali: la citazione di chiodi conficcati nelle articolazioni del corpo e la decapitazione. Tali menzioni compaiono nella narrazione della passione ed in quella un poco più tardiva del ritrovamento delle reliquie. Secondo quest'ultimo testo è verso il 370 che il vescovo Aniano avrebbe ritrovato i corpi dei due santi e riconosciuto il loro rango di martiri a causa dei chiodi conficcati nei loro crani. Diverse indicazioni mostrano che le salme appartenevano ad un cimitero pubblico e la presenza di chiodi rimanda a pratiche funerarie che non riguardano la persecuzione dei cristiani e sono note d'altro canto, particolarmente nel cimitero de la Viotte a Besançon. Secondo Yves Jeannin è ad Amanzio che si dovrebbe attribuire verso il 500, il ritrovamento delle reliquie. Al riguardo delle ricerche storiche «…si conferma che la passione di san Ferreolo e di san Ferruccio è puramente immaginaria.»
La narrazione del ritrovamento delle reliquie rimanda senza dubbio a realtà del VI secolo, ad un momento in cui le comunità cristiane si affermavano e si dotavano di un'identità locale. Si dovrebbe quindi ritenere che la cristianizzazione della città dei Sequani avvenne più tardi rispetto a quanto afferma la tradizione, cioè dopo la conversione di Costantino.